# Sophia Vari
Sophia Vari (in greco moderno Σοφία Βάρη, pseudonimo di Sophia Canellopoulos; Vari, 9 ottobre 1940 – Monte Carlo, 5 maggio 2023) è stata una pittrice e scultrice greca naturalizzata colombiana.

## Biografia

### Nascita e formazione
Sophia Vari nacque il 9 ottobre 1940, da padre greco e madre ungherese. Dal suo luogo di nascita, il villaggio di Vari, ebbe origine il suo nome d'arte.
Nel 1942 la famiglia si trasferì in Svizzera, facendo ritorno in Grecia otto anni dopo, nel 1950. Nel suo paese natale, fino al 1956, studiò alla scuola ateniese di Philstou, iniziando a dipingere all'età di 16 anni. Studiò a Londra, alla Heathfield School e, dal 1958 al 1959, alla Scuola delle Belle Arti di Parigi, dove si avvicinò al cubismo e al surrealismo.
Nella sua formazione, fondamentale fu l'ispirazione dell'arte italiana, in particolare da Giotto e Piero della Francesca, e del pittore olandese Peter Paul Rubens.
Nel 1961, dopo aver sposato un industriale greco, si recò in viaggio di nozze in Egitto, dove si appassionò alla monumentalità delle forme. Nel 1962 nacque sua figlia, in quel periodo viveva dividendosi fra Parigi e il paese natìo.

### Carriera

#### Anni sessanta
Nel 1968 debuttò ufficialmente con la sua prima esposizione, tenutasi a Londra presso la Woodstock Gallery, a seguito della quale incontrò Henry Moore ed espose in Germania, Gran Bretagna e Francia.

#### Anni settanta
Nel 1970 aprì il suo primo atelier in rue de Monceau, nella capitale francese, aprendone un altro in rue de l'Arrivée a Montparnasse nel 1978, dove iniziò la sua attività di scultrice. Nello stesso anno divorziò dal marito e sposò l'artista colombiano Fernando Botero. Dal 1974 ebbe una serie di personali tra Parigi, Houston, New Orleans e il Museo d'arte di San Paolo, fino al 1976 con la Coe Kerr Gallery di New York.

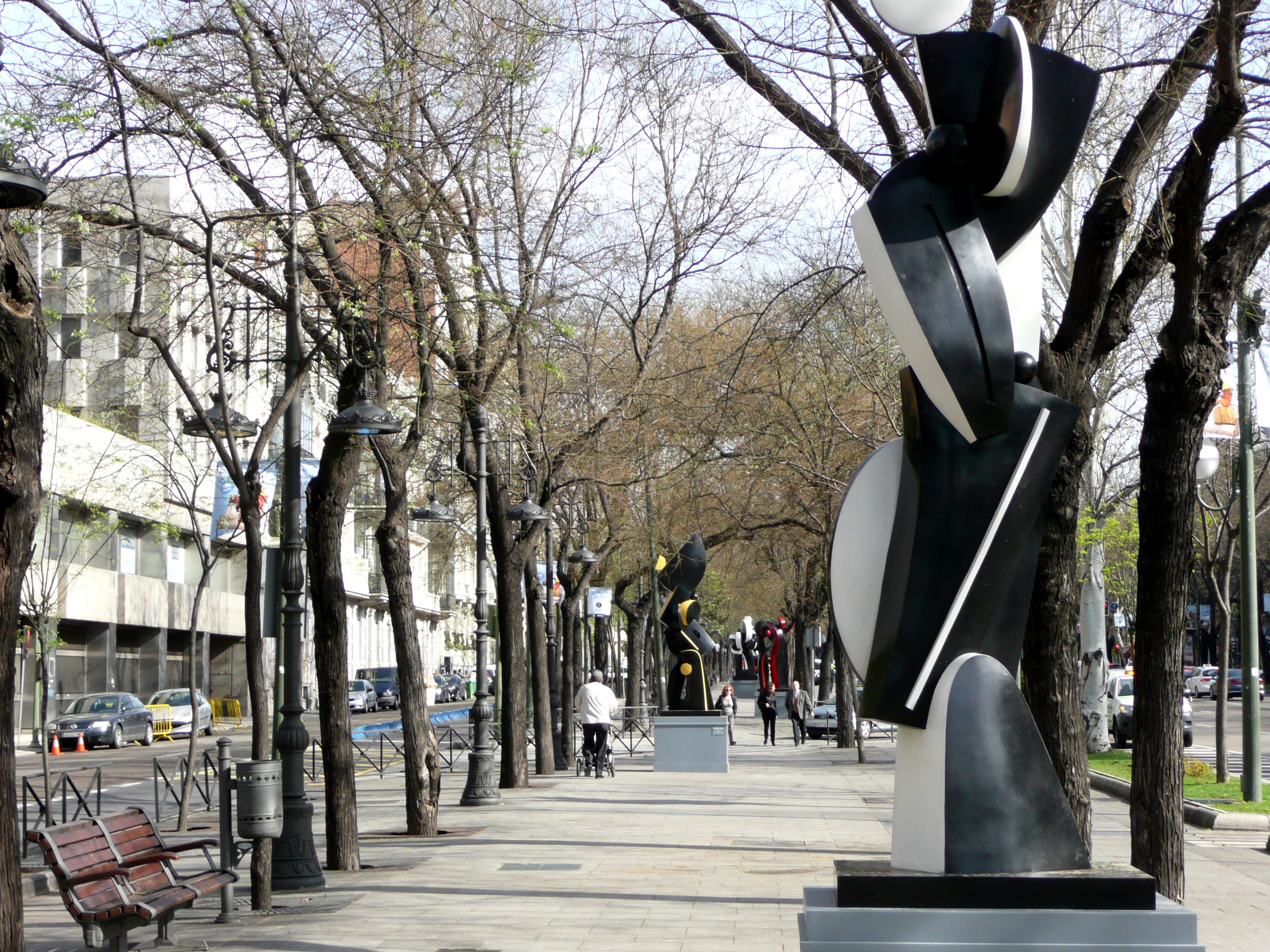
Sculture di Sophia Vari nel Paseo de Recoletos

Nel 1977 dipinse una serie di opere ispirate alla Divina Commedia di Dante Alighieri, che espose nel 1978 ad Atene in una mostra, presso la galleria Desmos, progettata dal suo mercante Alexandre Iolas. Fu nello stesso periodo che un suo trittico, intitolato Adam et Eve chassés du Paradis par l’ange gardien, fu acquistato dalla Pinacoteca nazionale di Atene. Fino al 1990 lavorò come insegnante di pittura presso uno dei suoi atelier.

#### Anni ottanta
Nel 1981 espose alla Fondation Veranneman di Kruishoutem e all'Aberbach Fine Art Gallery di New York. Nel 1983 partecipò alla fiera Art Basel, dopo aver incontrato Nohra Haime, sua mercantessa negli Stati Uniti d'America, e aver esposto presso la galleria di Madrid di Juana Mordó. Seguirono personali in Europa e America, esponendo per le prime volte in Italia (dove dal 1985 iniziò a trascorrere tre mesi all'anno a Pietrasanta), Paesi Bassi, Colombia e Venezuela.

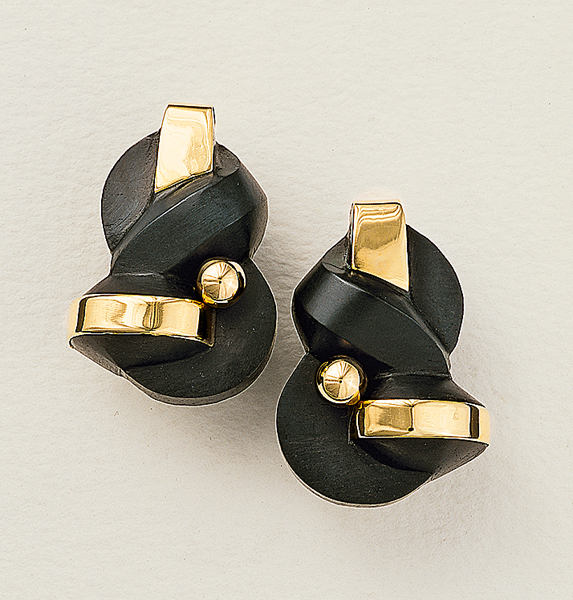
Gli orecchini Athena (2012)

Dal 1984 al 1999 prese parte con regolarità a diverse fiere d'arte e nel 1985 ebbe una prima personale nella galleria newyorchese di Nohra Haime, seguita nel 1987 con un'altra alla Galerie Eolia di Parigi. Nel 1988, oltre a un'esposizione presso la galleria Il Gabbiano a Roma, si approcciò al mondo della gioielleria per la prima volta, creando sculture di ridotto formato con l'intento di farne degli accessori.

#### Anni novanta
Nel 1990 espose per la prima volta una grande scultura marmorea, sempre alla Galerie Eolia, ma è nel 1991 che introdusse la monumentalità che caratterizza la sua produzione, esponendo nel frattempo al Museo d'Arte Contemporanea di Caracas. Nello stesso anno approdò a Monaco, partecipando fino al 1997 alla Biennale di Scultura di Monte Carlo.

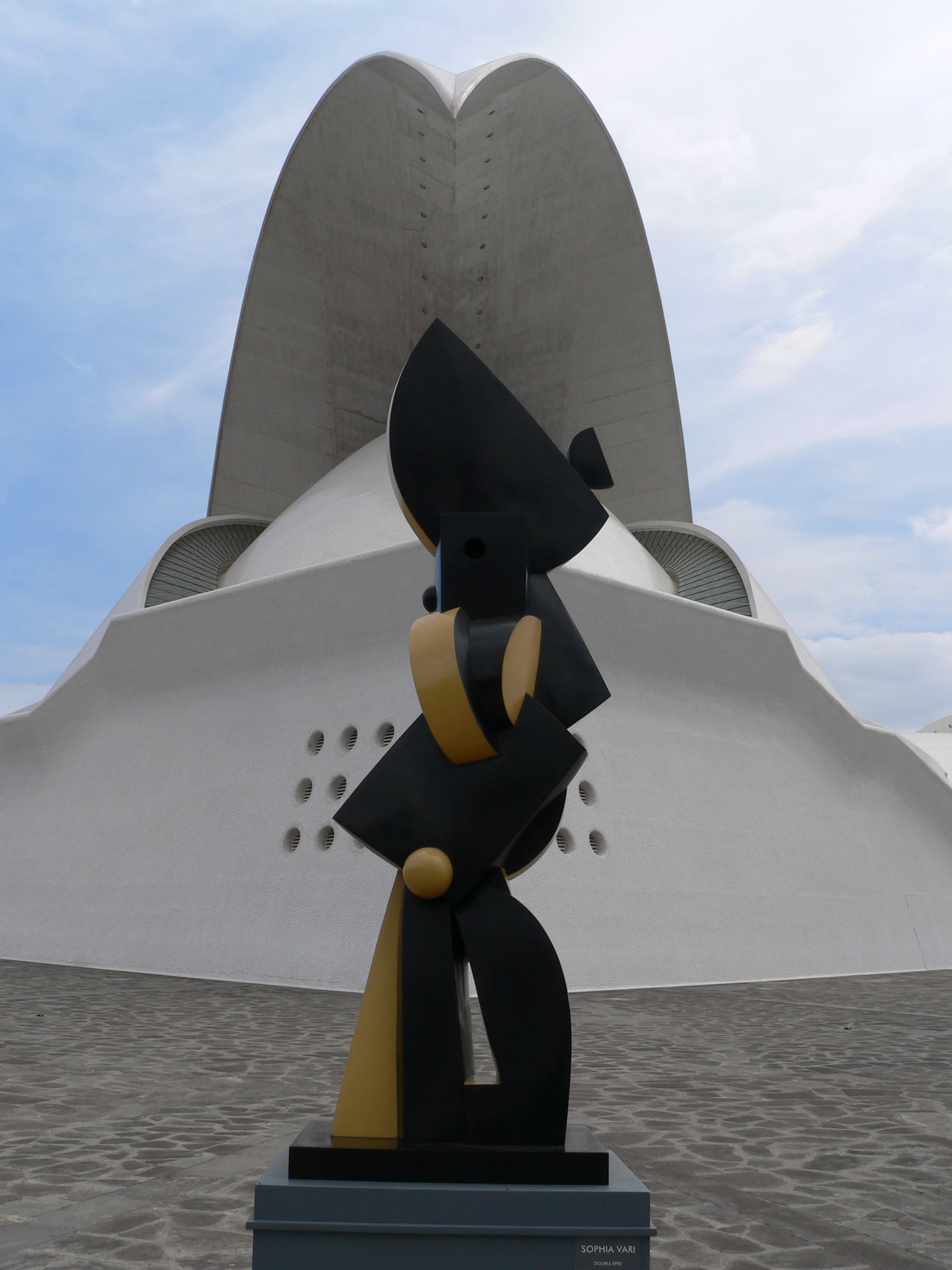
Statua di Sophia Vari situata davanti all'auditorio di Tenerife

Nel 1992 la capitale francese acquistò la scultura Là-haut rien ne bouge ou Femme multipliée par deux ed espose a Barcellona, presso Sala Gaspar Galeria d'Art, introducendo nella sua produzione pittorica gli assemblage su tela. Dal 1993 trascorse un mese all'anno in Messico, per studiare da vicino la scultura maya e olmeca. Nel 1994 la sua arte arrivò in Giappone, quando vinse il primo premio alla Biennale di Scultura di Fujisankei all'Utsukushigahara Open-Air Museum, e partecipò anche alla biennale scultorea di Amsterdam. In quello stesso anno uscì un volume sulla sua attività, Small-Scale Sculptures, pubblicato dalla Nohra Haime Gallery, e in quello seguente prese parte, a Montréal, alla rassegna Skultura.

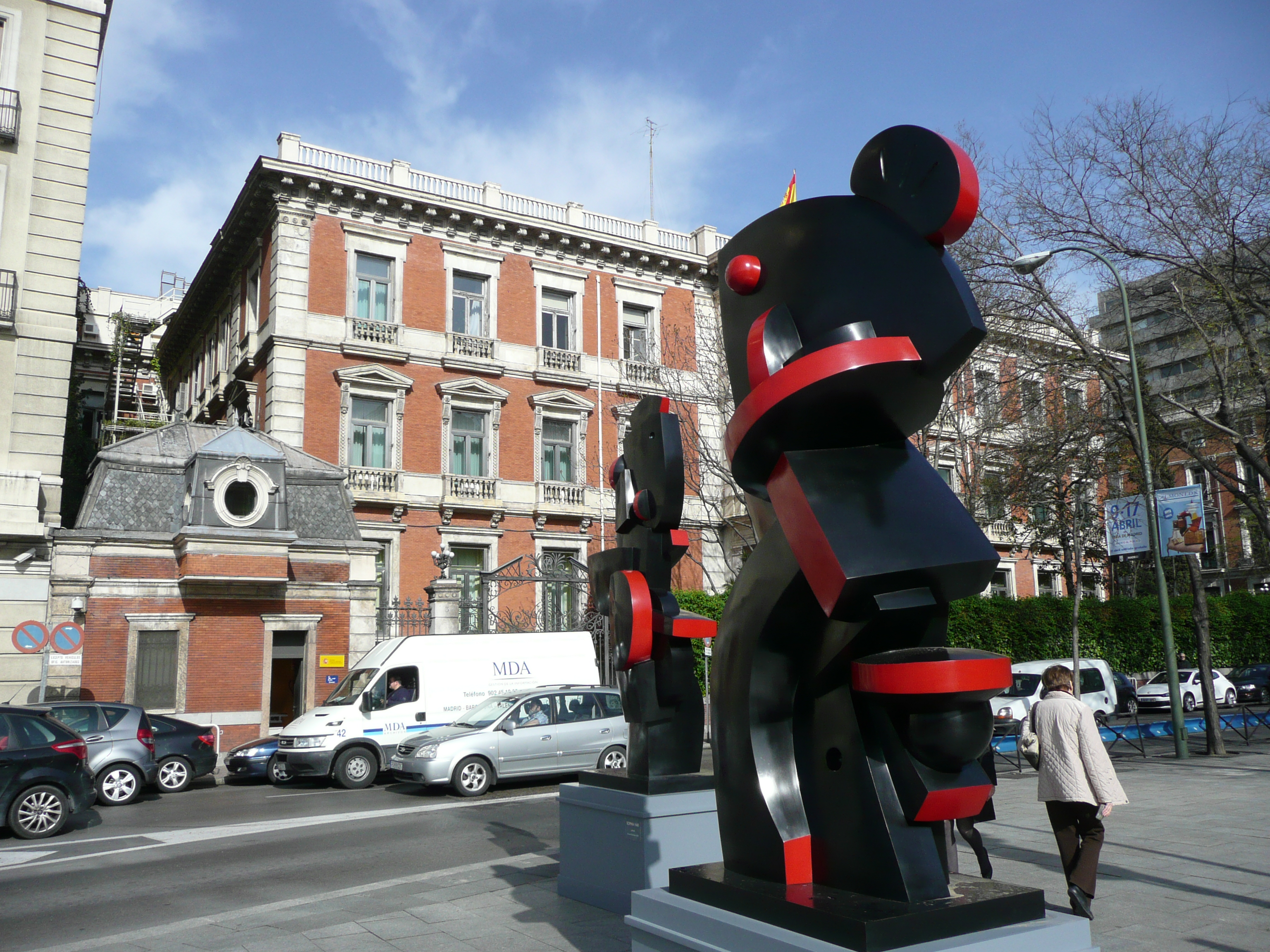
Sculture di Sophia Vari al Paseo de Recoletos

Nel 1996 espose sculture e assemblage al Salon de Mars di Parigi, poi nel 1997 alla Galerie Frank Pages di Baden-Baden. In quello stesso anno la sua scultura Trouble essentiel venne installata nella Leopoldplatz di Berlino, mentre Serpents de la guerre fu posta a Monaco di Baviera nella Wittelsbacherplatz, in occasione della mostra “Le printemps français en Bavière”. Ancora nel '97 tenne una retrospettiva al Butler Art Institute di Youngstown e i suoi gioielli in forma di sculture in miniatura (per questo da lei chiamate "sculture portatili/indossabili") furono esposti per la prima volta, presso la Galerie Naïla de Monbrison di Parigi. Concluse l'anno esponendo i suoi assemblage su tela, di nuovo alla Nohra Haime Gallery di New York, e tenendo una mostra nella galleria pietrasantese La Subbia.

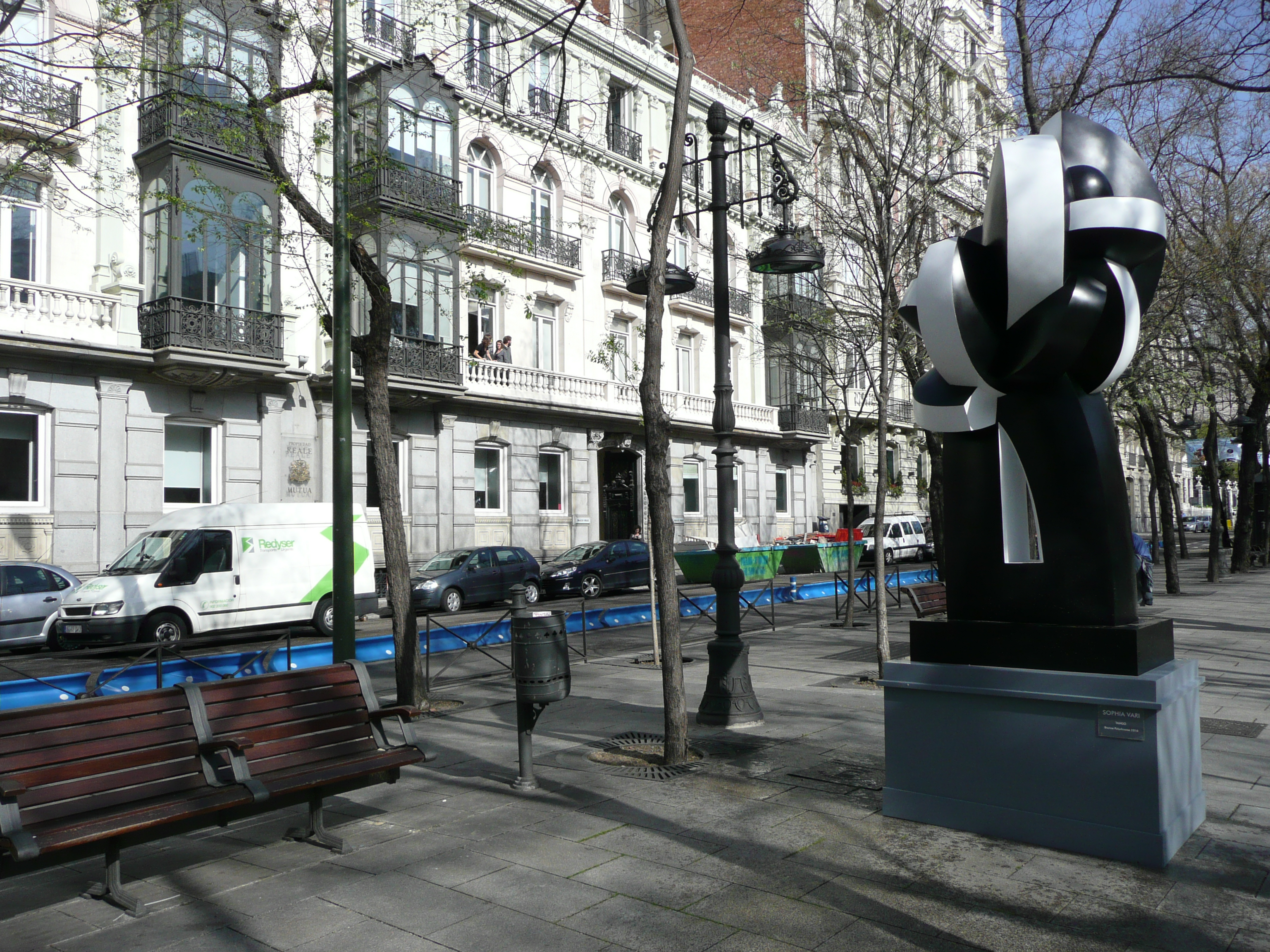
Scultura di Sophia Vari al Paseo de Recoletos

Nel 1998 la scultura Danseuse espagnole (1992) fu posizionata nella Plaza of the Heroines dalla Wichita State University. Seguirono una personale di sole sculture monumentali all’Art Show di New York nella Nohra Haime Gallery e una prima mostra di sculture policrome per la stessa galleria. Nel 1999 uscì una monografia su di lei in francese, inglese, italiano e spagnolo, esponendo nel frattempo in alcune personali alla Galerie Pièce Unique, alla Scuola di Belle Arti in cui studiò da giovane e presso la Arij Gasiumasen Gallery di Palm Beach.

#### Anni duemila
Nel 2000 la scultura Là-haut rien ne bouge fu installata all'Hilton Hotel di New York. Invitata dalla città di Atene e rappresentata da Magda Baltoyanni, espose a Kotzia Square, dove la sua scultura-fontana Thésée venne installata permanentemente. Seguì una retrospettiva a Palazzo Bricherasio e una personale alla FIAC di Parigi con la Galerie Pièce Unique. Fino al 2007 prese parte costantemente a molteplici fiere d’arte. Nel 2001 vennero ospitate sue retrospettive al Boca Raton Museum of Art e al Ludwig Museum di Coblenza, inoltre la città di Ginevra la invitò a esporre le sue opere. Seguì un'altra mostra a Baden-Baden.

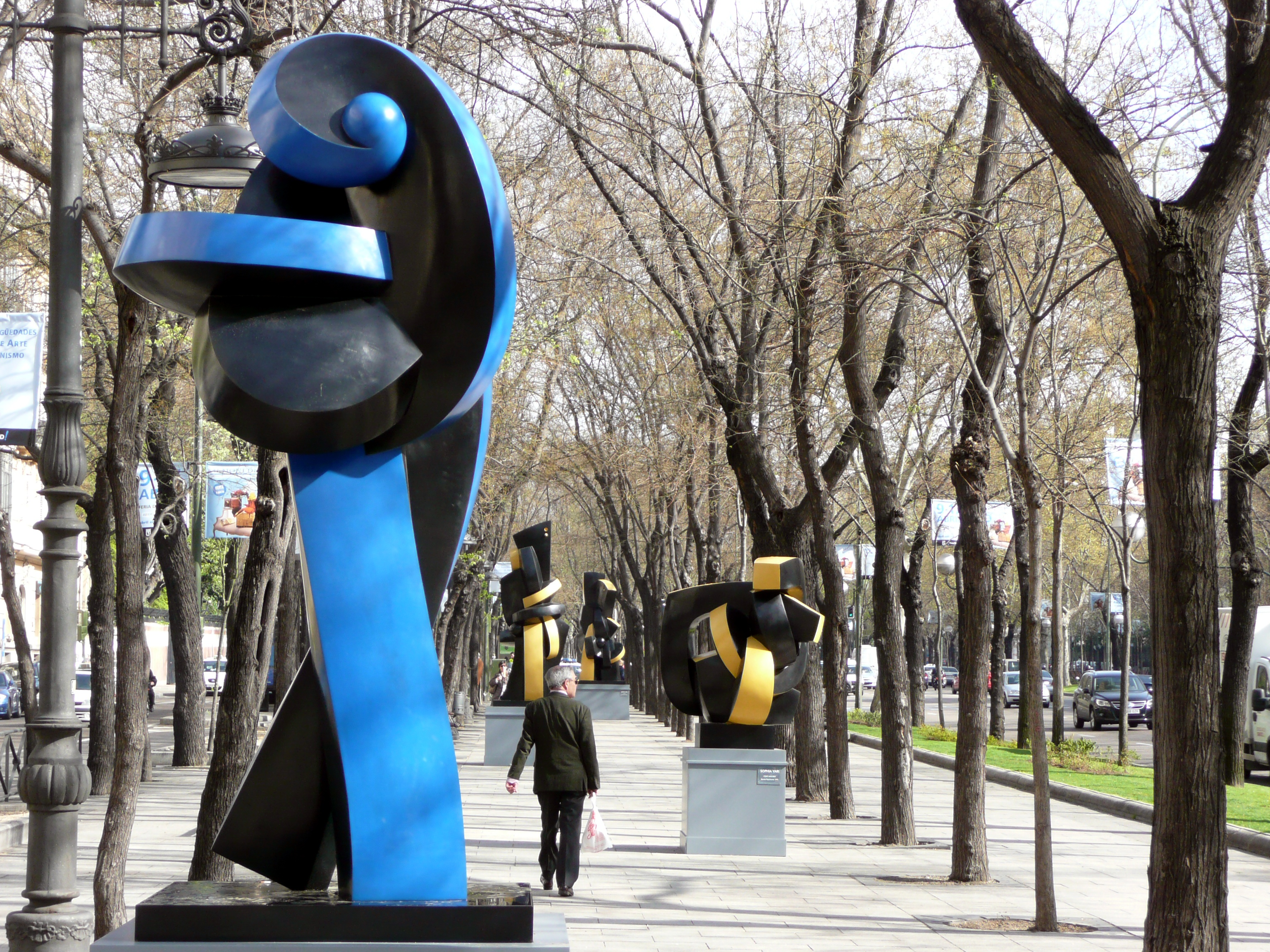
Sculture di Sophia Vari nel Paseo de Recoletos

Nel 2002 espose a Firenze presso piazza della Signoria e Palazzo Vecchio, poi in mostre collettive tra Biarritz, New York, Palm Beach e collaborò con il marchio di lusso Baccarat, nella produzione di gioielli che espose un anno dopo ad Atene e Ginevra. Nel 2003, su invito del comune di Pietrasanta, espose anche delle sculture monumentali e dei dipinti nella piazza del Duomo e nella chiesa di Sant’Agostino. Nel 2004, in occasione dei Giochi della XXVIII Olimpiade, ebbe una retrospettiva al Museo Benaki e la città di Roma la invitò a esporre in piazza della Repubblica. Ebbe infine una personale alla National Art Gallery di Kuala Lumpur. Nel 2005 espose in mostre personali a Gerona, Granada e Siviglia e nel quartiere parigino di Saint-Germain-des-Prés.

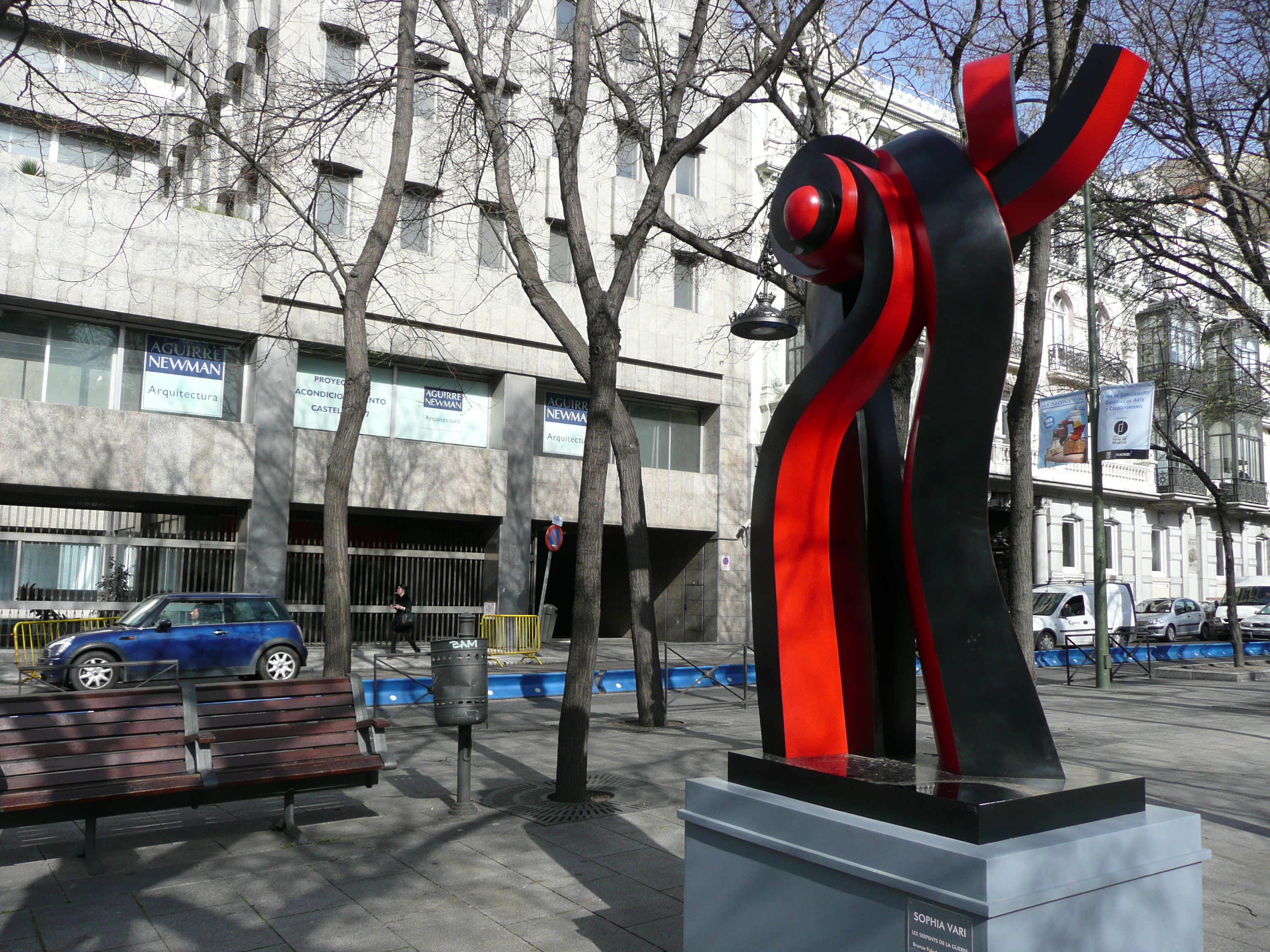
Scultura di Sophia Vari al Paseo de Recoletos

Nel 2006 espose con delle personali a Parigi e Monterrey e Moncalieri. In quest'anno le vennero commissionati dal fotografo Alberto Pinto, a Parigi, delle sculture e dei rilievi monumentali. Un anno dopo espose per la prima volta nella galleria Contini di Venezia, per poi andare a Tenerife per una mostra di dipinti e sculture. Nel 2008 tenne una personale, in occasione dei Giochi della XXIX Olimpiade, all'interno del tempio di Confucio a Pechino, oltre che nei giardini della piazza del Casinò di Monte Carlo. Fino al 2010 partecipò ad altre fiere artistiche. Nel 2009 dipinse e scolpì sia su commissione per yacht privati che per le navi da crociera Costa Deliziosa e Costa Luminosa. In seguito espose in una prima personale alla J & P Fine Art Gallery di Zurigo.

#### Anni duemiladieci
Nel 2010 venne pubblicato da Laurence Mouillefarine, per le Editions de La Martinière, un volume in francese e inglese dedicato alla sua ventennale carriera nel settore della gioielleria, corredato di catalogo con fotografie di Philippe Garcia. Per la presentazione dello stesso volume, espose in Francia, Grecia, Italia, Stati Uniti d'America e Svizzera.

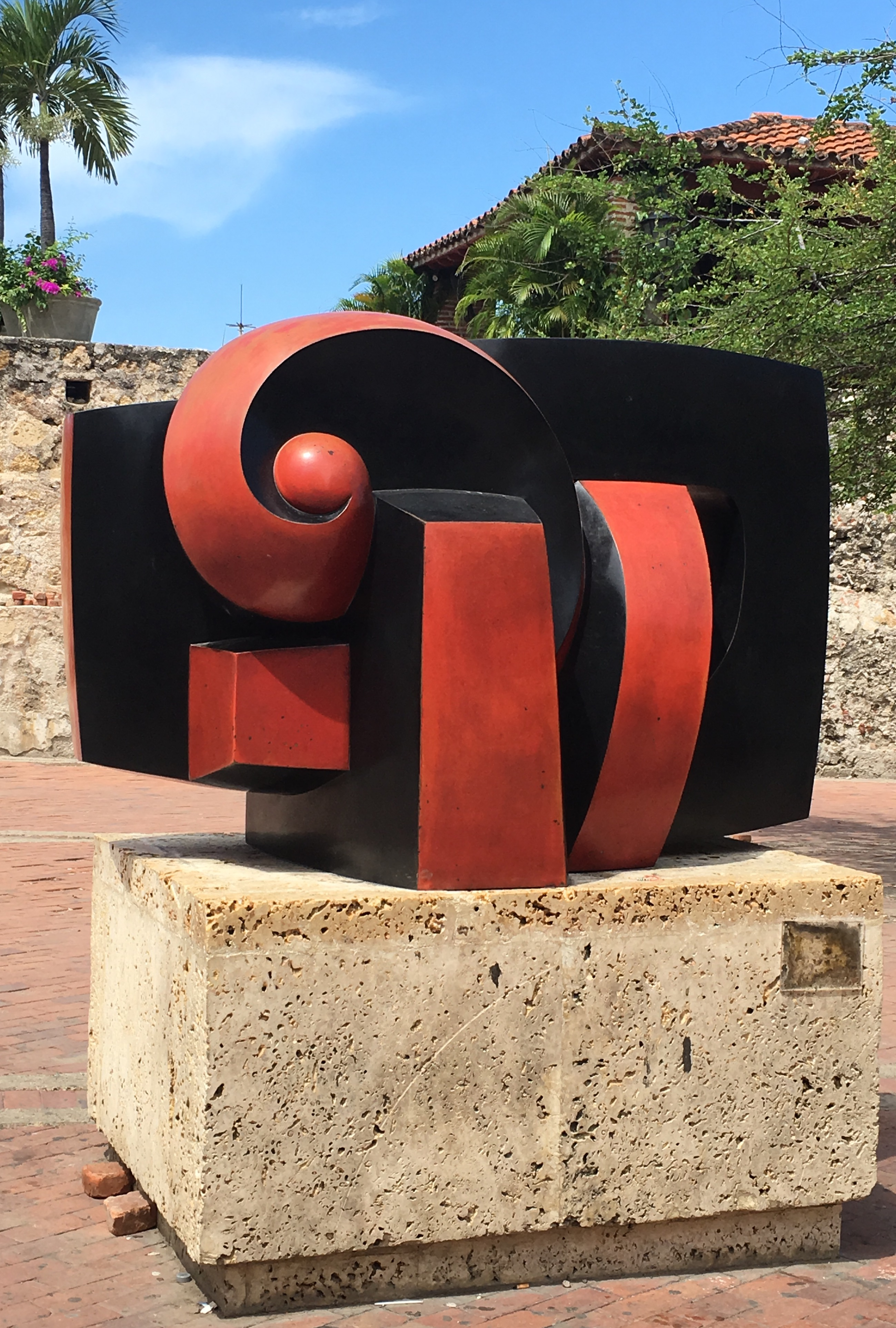
La scultura La Toute Petite (1997)

Nel 2011 espose le sue sculture monumentali nel viale madrileno di Paseo de la Castellana, tenendo in seguito una personale presso la Louisa Guinness Gallery & Ben Brown Fine Arts di Londra. Dal gennaio al 29 febbraio 2012 quindici sculture vennero esposte a Cartagena de Indias, per poi arrivare a Genova, dove, a Palazzo della Borsa, furono esposte in aprile e maggio otto sculture con dieci acquerelli su tela. Nello stesso anno espose nuovamente alla galleria veneziana Contini e nel 2013 al Museo di Pera a Istanbul. Un anno dopo tenne una mostra sull'isola di Andro, al Museo di Arte Contemporanea della Fondazione Basil & Elise Goulandris. Da allora visse e lavorò tra l'Italia, Parigi, il Messico e New York.

### Morte
I media colombiani hanno annunciato il suo decesso, avvenuto a causa di un tumore il 5 maggio 2023 nella sua abitazione a Monte Carlo. Riposa nel cimitero di Pietrasanta accanto al marito Fernando Botero.

## Stile artistico

### Pittura
Nella produzione pittorica di Sophia Vari ricoprono un ruolo di grande importanza gli assemblage su tela. All'inizio degli anni '90 infatti, l'artista li vide come la tecnica più adatta da utilizzare per unire pittura e scultura in un'opera, potendo basare la modulazione delle superfici da applicare sui toni dei colori.

### Scultura
Nelle sue sculture le forme ricorrenti sono riconducibili alle opere maya, egizie, olmeche, cicladiche e greche.
Con una consapevolezza delle tradizioni artistiche antiche acquisita durante una formazione in giro per l'Europa e successivi viaggi in Egitto e America, la scultrice congiunge praticità e teoria, unendo alla costruzione dello spazio una rielaborazione della storia dell'arte antica nelle forme cubiste e surrealiste. Nasce così uno stile dalle forme audaci, che risulta classico e mediterraneo.
Influenze più moderne nella sua produzione scultorea sono date dalla stessa pittura, nello specifico da artisti italiani quali Giotto e Piero della Francesca, Donatello e Giambologna, dai quali ha ereditato la preferenza per la concretezza dello spazio e la solidità dei corpi espresse da forme geometriche, monumentali e umanizzate.
La modulazione dei volumi avviene attraverso una colorazione policroma eseguita nella maggior parte dei casi con vernici bicolori. Così l'artista riesce a creare un alternarsi di forme diverse fra loro, con alcune che risulteranno più morbide o più solide, altre aperte o chiuse, formose o più statiche, in un rapporto di equilibrio dinamico e suggestivo che conduce lo spettatore a guardarle in relazione all'ambiente circostante.
In tal modo vengono esaltati contrasti volumetrici precisi e le forme geometriche e astratte riescono ad assumere un senso di concreta plasticità, anche per via della loro grandezza, conseguenza di un'influenza barocca trasmessa dalle forme generose delle donne dipinte da Peter Paul Rubens.

### Gioielleria
La produzione di gioielli è invece caratteristica di un periodo di lavoro in cui, dedicandosi alla gioielleria, l'artista si consentiva di esplorare il rapporto fra l'estetica e la funzionalità, senza dimenticare l'espressività stilistica e personale tipica delle sue sculture. Principalmente i suoi gioielli sono in argento, corallo, cristallo, lacca, legno, oro e radice di smeraldo.